# Liste der Biografien/Boru
Liste der Biografien |
Portal Biografien |
Personensuche
# |
A |
B |
C |
D |
E |
F |
G |
H |
I |
J |
K |
L |
M |
N |
O |
P |
Q |
R |
S |
T |
U |
V |
W |
X |
Y |
Z |
?
 
Ba |
Be |
Bd |
Bg |
Bh |
Bi |
Bj |
Bl |
Bm |
Bn |
Bo |
Br |
Bs |
Bu |
Bw |
By |
Bz
 
Boa–Boc |
Bod |
Boe |
Bof |
Bog |
Boh |
Boi–Bok |
Bol |
Bom |
Bon |
Boo |
Bop |
Boq |
Bor |
Bos |
Bot |
Bou |
Bov–Boz
 
Bora |
Borb |
Borc |
Bord |
Bore |
Borg |
Borh |
Bori |
Borj |
Bork |
Borl |
Borm |
Born |
Boro |
Borq |
Borr |
Bors |
Bort |
Boru |
Borv |
Borw |
Bory |
Borz
Die Liste der Biografien führt alle Personen auf, die in der deutschsprachigen Wikipedia einen Artikel haben. Dieses ist eine Teilliste mit 41 Einträgen von Personen, deren Namen mit den Buchstaben „Boru“ beginnt.

## Boru
- Boru, Brian († 1014), irischer Hochkönig

### Boruc
- Boruc, Artur (* 1980), polnischer Fußballspieler
- Boruc, Max (* 2002), polnischer Fußballtorhüter
- Borucińska, Krystyna (* 1946), polnische Pianistin und Musikpädagogin
- Borucki, Isabelle (* 1981), deutsche Politikwissenschaftlerin
- Borucki, Percy (* 1929), deutscher Fechter und Olympiateilnehmer
- Borucki, Sebastian (* 1986), deutscher Schauspieler
- Borucki, William J. (* 1939), US-amerikanischer Weltraumforscher
- Borucz, Stefan (1932–2020), polnischer Radrennfahrer

### Borud
- Borudscherdi, Hossein (1875–1961), schiitischer Geistlicher, letzter Mardschaʿ-e Taghlid
- Borudscherdi, Hossein Kazemeyni (* 1957), iranischer Ajatollah und Autor
- Borudscherdi, Mohammad Ali Kazemeyni († 2002), iranischer Ajatollah
- Borudscherdi, Mostafa (* 1962), iranischer Ajatollah

### Boruf
- Borufka, Heike (* 1965), deutsche JournalistinHeike Borufka (* 1965)

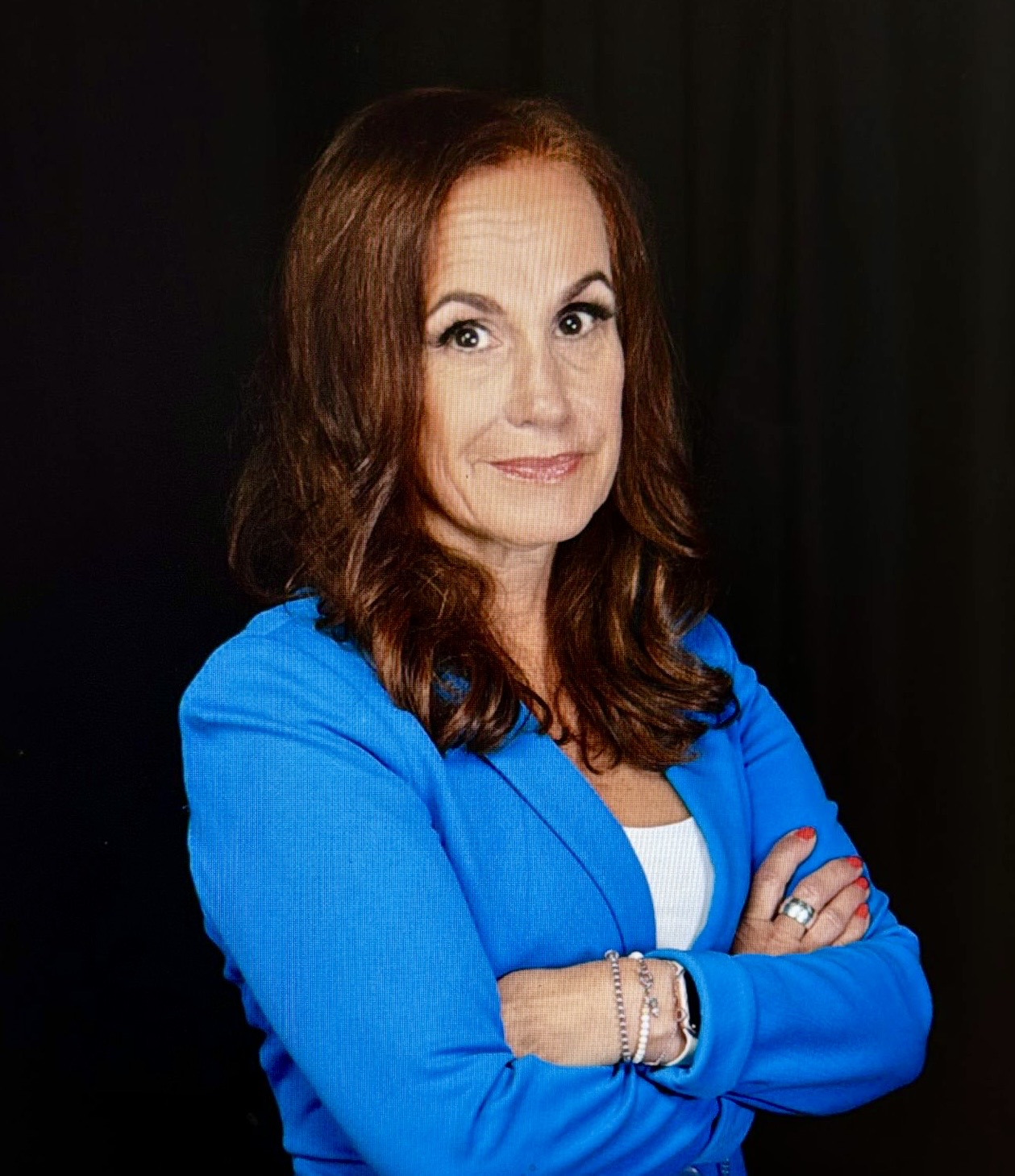
Heike Borufka (* 1965)

- Borufka, Helmut (1918–2003), deutscher Generalleutnant der NVA

### Boruj
- Borujerdi, Ali Asghar (1893–1934), iranischer Serienmörder

### Boruk
- Borukowa, Kristina (* 1998), bulgarische Leichtathletin

### Borul
- Borulya, Ekaterina (* 1969), deutsche Schachspielerin

### Borum
- Borum, Andreas (1799–1853), deutscher Maler, Lithograph und Sammler
- Borumand, Nur-Ali (1905–1977), iranischer Musiker, Komponist, Musiklehrer

### Borun
- Boruń, Krzysztof (1923–2000), polnischer Physiker, Wissenschaftsjournalist und Science-Fiction-Autor
- Borunda, Teófilo (1912–2001), mexikanischer Politiker und Diplomat

### Borup
- Borup, Thomas (1726–1770), dänischer Xylograf

### Borus
- Borusewicz, Bogdan (* 1949), polnischer Historiker und Politiker, Mitglied des SejmBogdan Borusewicz (* 1949)

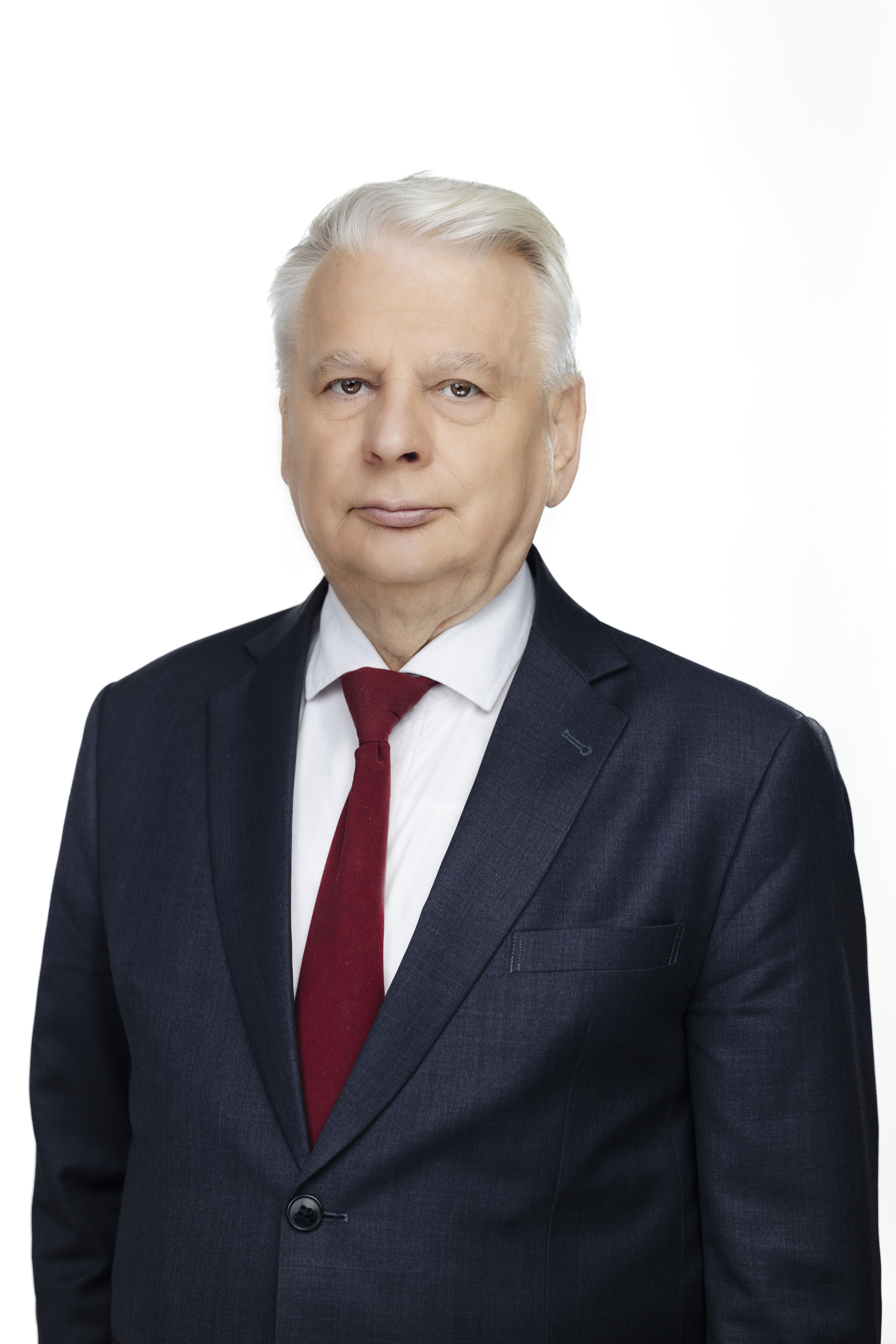
Bogdan Borusewicz (* 1949)

- Borušovičová, Eva (1970–2025), slowakische Regisseurin, Drehbuchautorin und Schriftstellerin

### Borut
- Bořuta, Antonín (* 1988), tschechischer Eishockeyspieler
- Boruta, Jonas (1944–2022), litauischer Ordensgeistlicher und römisch-katholischer Bischof von Telšiai
- Boruta, Kazys (1905–1965), litauischer Dichter und politischer Aktivist
- Borutscheff, Alexej Archipowitsch (1911–1994), russischer Architekt, Maler und Grafiker
- Borutta, Karl-Heinz (1935–2002), deutscher Fußballspieler
- Borutta, Karl-Heinz (* 1948), deutscher Fußballspieler
- Borutta, Lisa (* 1997), deutsche Handballspielerin
- Borutta, Manfred (* 1960), deutscher Pflegewissenschaftler, Altenpfleger und Hochschullehrer
- Borutta, Manuel (* 1971), deutscher Historiker
- Borutta, Otto (1903–1984), deutscher Fotograf
- Borutta, Samantha (* 2000), deutsche Hammerwerferin
- Boruttau, Ernst Paul (1886–1979), deutscher Beamter und Richter
- Borutzki, Dominik (* 1990), deutscher Fußballspieler
- Borutzki, Simon (* 1981), deutscher Blockflötist und Ensembleleiter

### Boruv
- Borůvka, Otakar (1899–1995), tschechischer Mathematiker

### Boruw
- Boruwłaski, Józef (1739–1837), Hofzwerg